# Mooslargue
Mooslargue (deutsch Mooslarg) ist eine französische Gemeinde mit 405 Einwohnern (Stand 1. Januar 2022) im Département Haut-Rhin in der Region Grand Est (bis 2015 Elsass). Sie gehört zum Arrondissement Altkirch und zum Kanton Masevaux-Niederbruck.

## Geografie
Die Gemeinde Mooslargue liegt am Grumbach, einem Nebenfluss der Largue im südwestlichen Sundgau und ist etwa 15 Kilometer von Altkirch entfernt. Zu Mooslargue gehört der Ortsteil Niederlarg.
Nachbargemeinden von Mooslargue sind Bisel im Norden, Mœrnach im Osten, Durlinsdorf im Süden, Pfetterhouse im Westen sowie Seppois-le-Haut im Nordwesten.

## Geschichte
Die Gemeinde entstand am 1. Juli 1975 aus der Fusion der Gemeinden Moos und Niederlarg.
Der Totenweg folgt ein Stück weit der zwischen Moos und Niederlarg verlaufenden  Römerstraße. Der Totenweg war für die Einwohner von Moos einst die Strecke des Leichenzugs zum Friedhof von Dürlinsdorf. Die Klöster Lützel, Saint-Ursanne und Feldbach waren in Moos und Niederlarg begütert.
Die Dörfer gehörten bis 1324 zur Grafschaft Pfirt und kamen dann an Habsburg bis zum Westfälischen Frieden 1648, bei dem der elsässische Besitz der Habsburger an die französische Krone ging. Von 1871 bis 1918 gehörten die Orte zum Reichland Elsass-Lothringen. Beide Orte erlitten im Ersten Weltkrieg schwere Schäden. Die Einwohner der beiden evakuierten Dörfer waren von 1915 bis 1918 im Großherzogtum Baden untergebracht.
Bis 1801 gehörten Moos und Niederlargue zur Pfarrei Dürlinsdorf. 1802 wurde Moos eigenständige Pfarrei.

### Bevölkerungsentwicklung

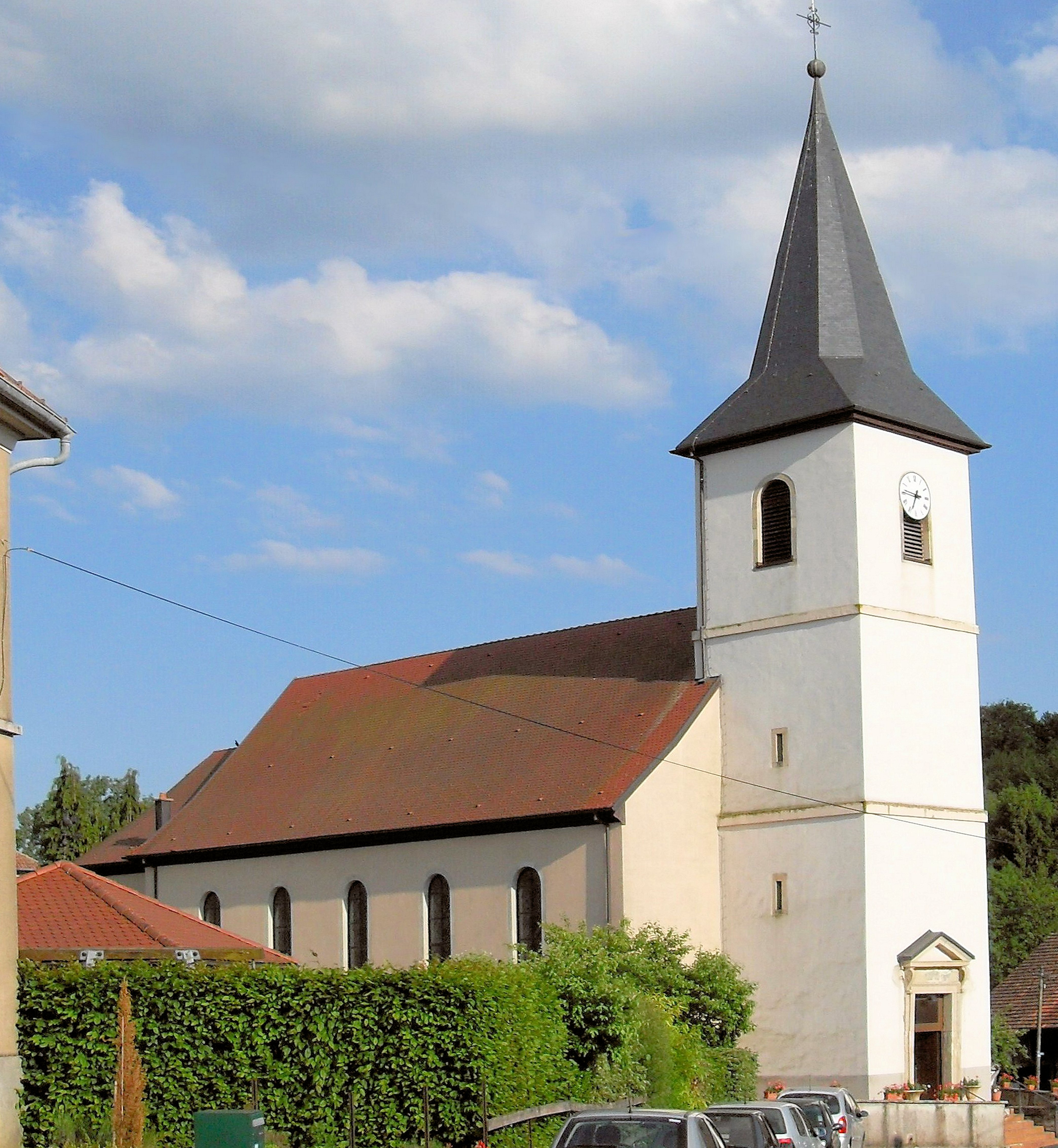
Kirche St. Blasius

| Jahr      | 1962 | 1968 | 1975 | 1982 | 1990 | 1999 | 2007 | 2017 |
| Einwohner | 256  | 264  | 261  | 267  | 268  | 291  | 393  | 417  |

## Bauwerke
Sankt Blasius-Kirche ist ein sehr schlichter Bau der Louis-Philippe-Zeit: Eine 1592 urkundlich erwähnte, baufällig gewordene Sankt-Blasius-Kapelle wurde 1841 durch die jetzige Kirche ersetzt. In der Kirche befinden sich drei Statuen aus der Zeit um 1500: Sankt Wolfgang, Sankt Cosmas und Sankt Damian sowie eine Rinckenbach-Orgel aus dem Jahr 1864.
Nach den Kriegsschäden des Ersten Weltkriegs gibt es nur noch wenige Fachwerkbauten. An der Rue de Durlinsdorf das Haus Nr. 12 noch in der altertümlichen Ständerbauweise mit traufwandhohen Wandständern. Dagegen Haus Nr. 4 in der neueren Stockwerkbauweise mit engmaschigerem Fachwerk.

## Sport
Die FEI-Europameisterschaften im Reining fanden in Mooslargue vom 16.–19. August 2007  statt.